# Sainte-Eulalie-en-Royans
Sainte-Eulalie-en-Royans is een gemeente in het Franse departement Drôme (regio Auvergne-Rhône-Alpes) en telt 501 inwoners (2005). De plaats maakt deel uit van het arrondissement Valence.

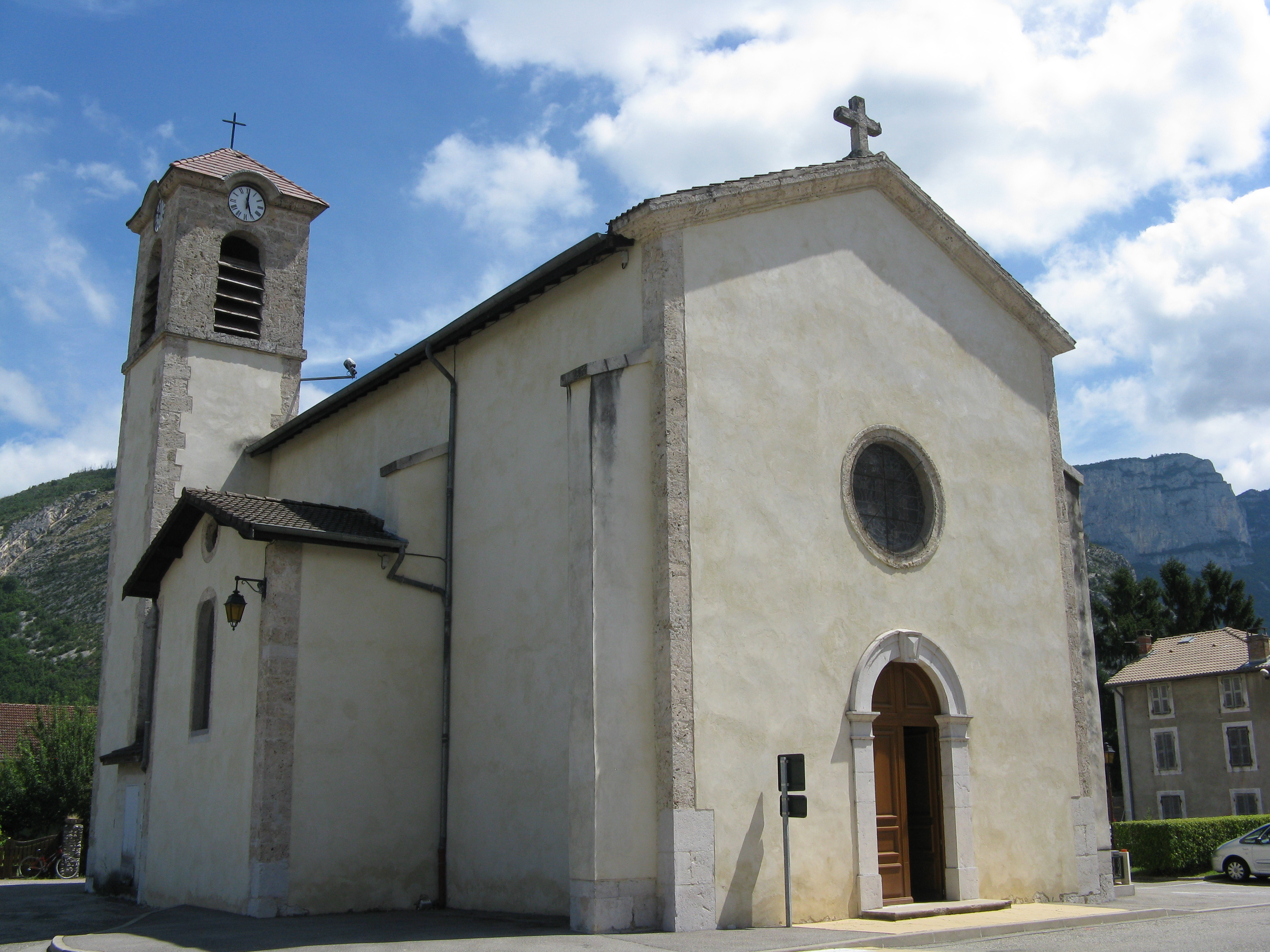
Kerk van Sainte-Eulalie-en-Royans
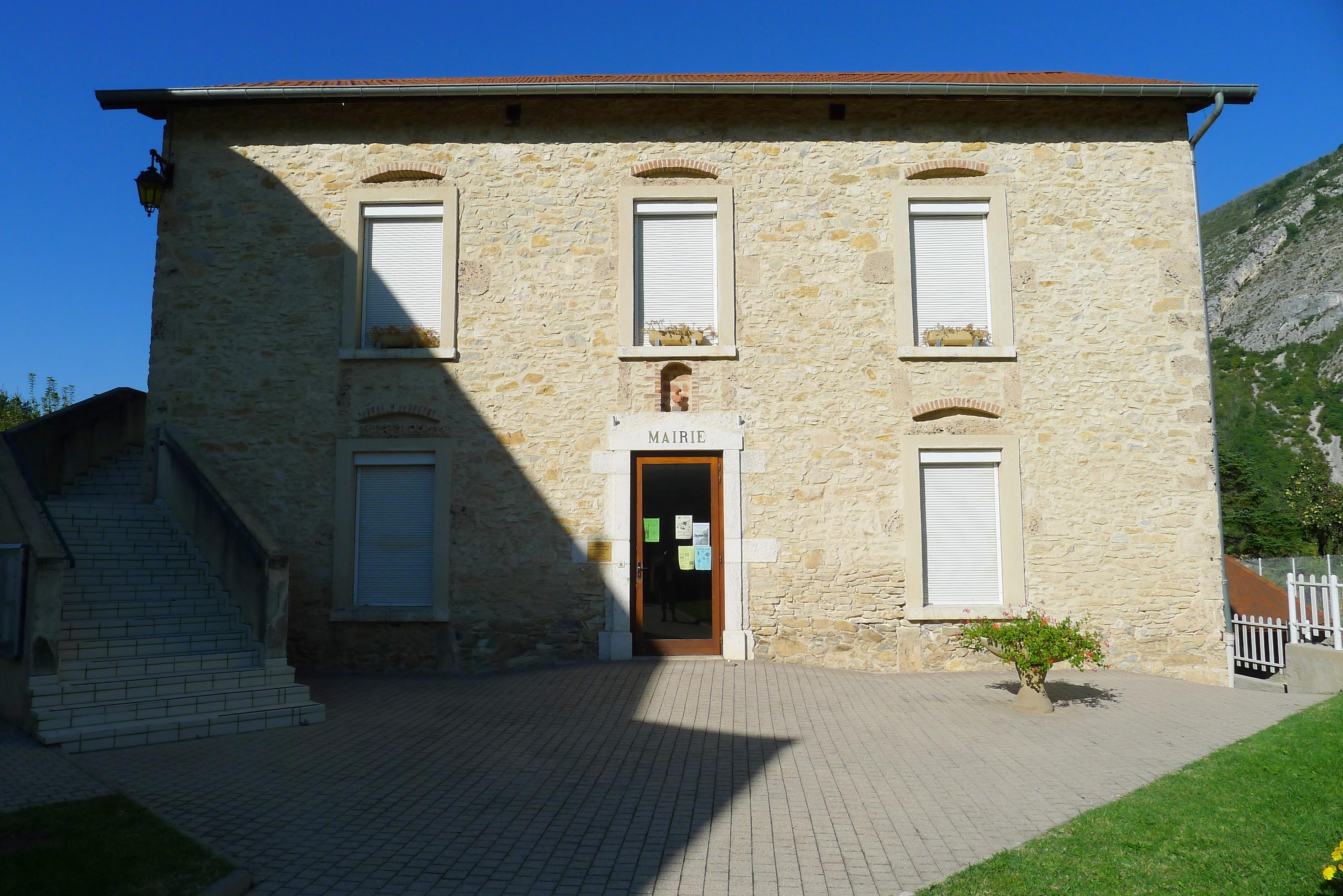
Gemeentehuis

## Geografie
De oppervlakte van Sainte-Eulalie-en-Royans bedraagt 6,2 km², de bevolkingsdichtheid is 80,8 inwoners per km².

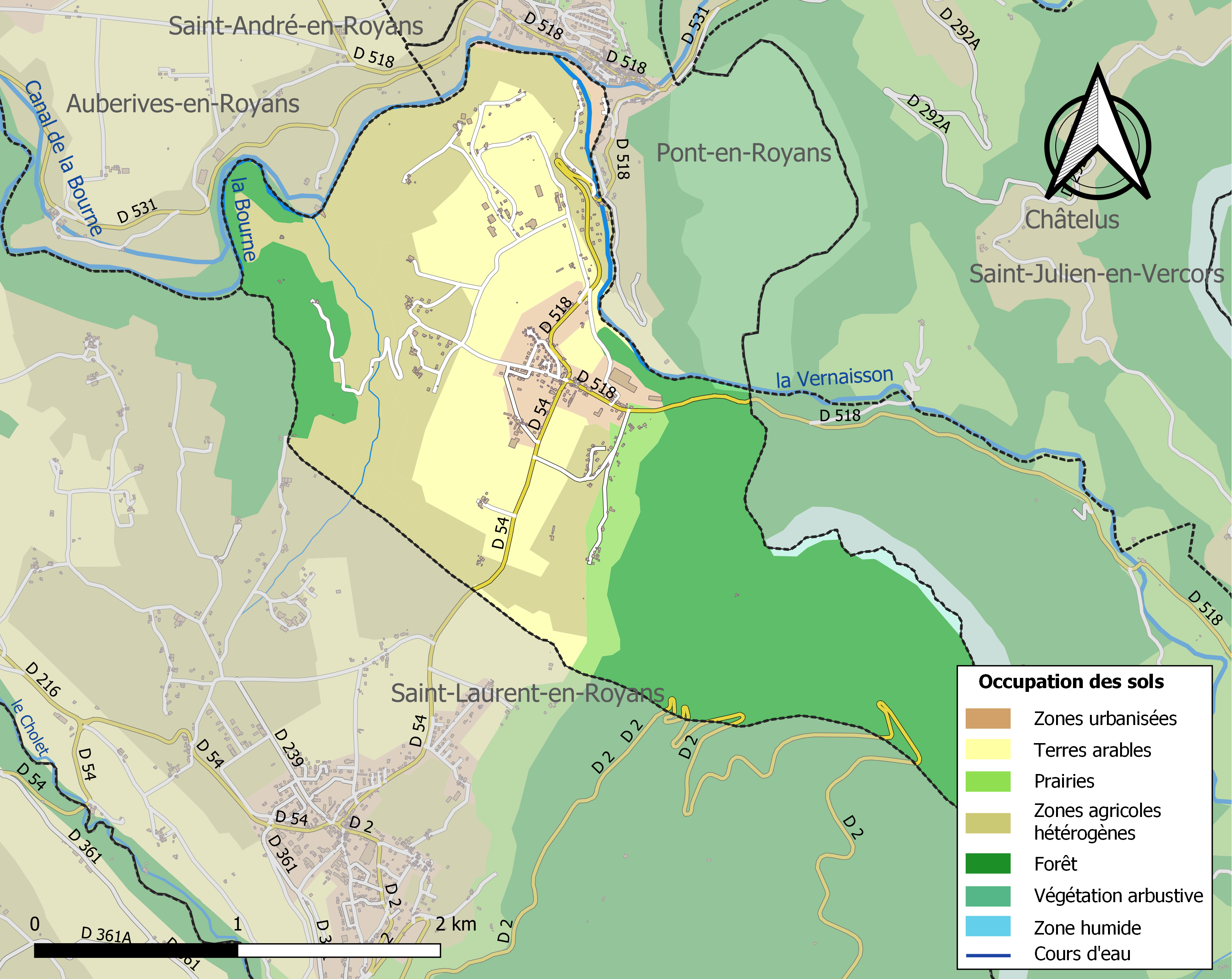
Kaart van de gemeente met belangrijkste infrastructuur, bodemgebruik en omliggende gemeenten

## Demografie
Onderstaande figuur toont het verloop van het inwonertal (bron: INSEE-tellingen).

1. ↑  Populations de référence 2022.